# El medio pelo
El medio pelo é uma telenovela mexicana, produzida pela Televisa e exibida em 1966 pelo Telesistema Mexicano.

## Elenco
- Magda Guzmán
- Carlos Riquelme
- Irma Lozano
- Eric del Castillo